# Миленкович, Божидар
Божида́р Миле́нкович (серб. Божидар Миленковић; 6 марта 1954, Власотинце — 25 июля 2020, Белград) — югославский футболист и футбольный тренер, играл на позиции защитника.

## Биография

### Игровая карьера
Большую часть футбольной карьеры играл за ОФК, сыграв за белградскую команду во всех турнирах 290 матчей и забил 18 голов. Благодаря этому, Миленкович занимает 6-е место по количеству сыгранных матчей за ОФК среди футболистов этой команды. Он также в течение нескольких месяцев играл в Канаде за клубы «Торонто Италия» и «Гамильтон Стилерз».

### Тренерская и административная карьера
После окончания игровой карьеры работал в ОФК на нескольких должностях, в том числе и главным тренером с 1996 по 1997 год. Миленкович был также спортивным директором и входил в совет директоров ОФК.

### Смерть
Скончался 25 июля 2020 года в Белграде в возрасте 65 лет от последствий заражения коронавирусом.